# Scopula ferrilineata
Scopula ferrilineata là một loài bướm đêm trong họ Geometridae.